# Aoi Hiiragi
Aoi Hiiragi (柊 あおい, Hiiragi Aoi, Kamifukuoka te Saitama, 22 november 1962) is een Japans mangaka.
Hiiragi groeide op in Mibu te Shimotsuga en woont momenteel in Hakodate. Ze maakte haar debuut met de manga Cobalt Blue no Hitoshizuku in het tijdschrift Ribon Original in 1984. Haar meest mature werken zijn Hoshi no Hitomi no Silhouette en Gin'iro no Harmony. Ze is echter vooral bekend voor de manga Whisper of the Heart, welke werd verfilmd door Studio Ghibli. Baron, Neko no Danshaku werd eveneens geanimeerd door Ghibli onder de naam The Cat Returns.

## Oeuvre

### Manga

#### Reeksen
- Gin'iro no Harmony (Ribon, 1990–1992)
- Hoshi no Hitomi no Silhouette (Ribon, 1985–1989)
- Hoshi no Hitomi no Silhouette Bangaihen
  - Oinari-san Dai Panic (Ribon, 1988)
  - Engage (Ribon Original, 1991)
  - Engage II
- Kono Machi de Kimi ni (Margaret, 2002)
- "Okaa-san" no Jikan
- Peppermint Graffiti (Ribon Original, 1994)
- Whisper of the Heart (Ribon, 1989)
- Mimi wo Sumaseba: Shiawase na Jikan (Ribon Original, 1995)
- Smile! (Margaret, 1998)
- Step (Ribon, 1993)
- Yuki no Sakura no Ki no Shita de... (Bouquet, 1997)
- Yume no Machi: Neko no Danshaku (Margaret, 2002)

#### One-shots
- Campus Sketch
- Cobalt Blue no Hitoshizuku (debuutwerk)
- Harukaze no Melody
- Hajimemashite
- Joshikō no Okite
- Kikyou no Saku Goro
- Kisetsu no Shiori
- Kono Machi de Anata ni
- Kono Machi de Issho ni
- Kono Machi de Kimi ni
- Mahō no Toketa Princess
- Naimono Nedari
- Naimono Nedari 2
- Otome Gokoro·Yume Gokoro
- Shojo Shōkei
- Spring!
- Yuki no Sakura no Ki no Shita de...
- Yume no Kaori no Tea Time

### In opdracht
- The Cat Returns (2002)

### Kunstboeken
- Sora no Eki (2002)

### CD's
- Hoshi no Hitomi no Silhouette Image album (Warner/Pioneer, 1987)

- Bibliothèque nationale de France: cb14512867r (data)
- CiNii: DA11925172
- Gemeinsame Normdatei: 1123577560
- International Standard Name Identifier: 0000 0001 0977 2021
- Library of Congress Control Number: no2013066959
- Bibliotheek van het Japanse parlement: 00216739
- Nederlandse Thesaurus van Auteursnamen: 302238441
- Système universitaire de documentation: 084286903
- Virtual International Authority File: 59317222
- WorldCat: E39PBJy4cHdFJG4W8RHhQc6R8C